# Maurià d'Armènia
Maurià fou governador imperial d'Armènia del 654 al 656.
El 654 l'emperador Constantí II va ocupar Armènia. Quan va retornar a Constantinoble va deixar com a governador Maurià, de qui no es coneixen dades anteriors.
Teodor Reixtuní, l'ishkhan aliat als àrabs que havia estat destituït, va sortir de la fortalesa d'Althamar al llac Van i es va reunir amb el seu gendre Hamazaspes Mamiconi, que era el cap de la família dels Mamiconis, va demanar ajut als àrabs que van enviar set mil homes i va intentar dominar el país. El califa li va donar poder per Armènia, Aghuània i Siunia. Un exèrcit àrab va fer reconèixer la sobirania del califa a tots els nakharark (655) i Maurià va quedar en difícil posició sobretot després que Teodor va entrar a Dvin amb els àrabs.
L'exèrcit musulmà va tornar a Síria, si bé el general Habib ibn Màslama es va establir a l'Aragadzotn com una espècie d'ambaixador i àrbitre, però els seus soldats no estaven acostumats al fred. Maurià va reorganitzar les seves forces i va contraatacar i va poder restablir la situació, dominant altre cop el país en nom de l'imperi. Els àrabs que havien quedat a Armènia van creuar l'Araxes en retirada i es van establir a Zarehavand (al Bagrevand). Maurià va recuperar Dvin, però quan anava cap a Nakhichevan (656) fou sorprès pels àrabs i derrotat. Maurià va fugir cap a Geòrgia i els àrabs van recuperar tot Armènia.